# Níjar
Níjar es una localidad y municipio español situado en la parte oriental de la comarca Metropolitana de Almería, en la provincia de Almería, comunidad autónoma de Andalucía. A orillas del mar Mediterráneo, este municipio limita con los de Carboneras, Lucainena de las Torres, Turrillas y Almería capital. Cuenta con una población de 33 076 habitantes (INE 2024).
El municipio nijareño es el más extenso de Almería y comprende el núcleo de población de Níjar —capital municipal— y otras treinta y siete localidades, entre las que destacan Campohermoso, San Isidro de Níjar y San José.
Gran parte de su término lo ocupa el parque natural del Cabo de Gata-Níjar, reconocido como Geoparque por la Unesco en 1999.
Desde 2019 el casco histórico de Níjar forma parte de la asociación Los Pueblos Más Bonitos de España.

## Toponimia
El topónimo es de origen controvertido. La zona es rica en topónimos árabes, pero este en concreto no resulta tan fácil de explicar desde esta lengua. En las fuentes árabes, aparecen citadas Nasar نصر y Nasira نصيرة, pero desde ellas no es fácil llegar hasta la forma actual del topónimo, donde, sin embargo, sí que parece reconocerse el sufijo mozárabe colectivo en '-ar' (como en "olivar" o "pinar").
Aunque se encuentra en zona bastetana, la etimología propuesta por el botánico Gonzalo Mateo Sanz, que la hace proceder directamente del íbero ni̠-jar, (con el significado de 'escarpado con matorral' -jara-), es filológicamente imposible porque ignora las reglas de la evolución fonética (muy bien estudiadas) que han sufrido la totalidad de los topónimos originados en la antigüedad; aparte de que la palabra "jara" no es íbera, su etimología árabe (de ša'rà شعرى) es muy bien conocida.
Todavía no existe, por lo tanto, una explicación convincente sobre el origen del topónimo.

## Geografía
Integrado en la Comarca Metropolitana de Almería, se sitúa a 35 kilómetros de la capital provincial. El término municipal está atravesado por la Autovía del Mediterráneo A-7 entre los pK 473 y 494.
El relieve del municipio se compone de tres valles principales (el Artal, el Hornillo y el del Campillo de Gata) y de tres cadenas montañosas (Sierra del Cabo de Gata, la Serrata y Sierra Alhamilla), alternándose en forma paralela. Buena parte del término municipal está incluido en el parque natural del Cabo de Gata-Níjar.
Níjar es el municipio de la provincia de Almería con un mayor número de playas y calas a lo largo de sus 63 kilómetros de costa. Las playas más conocidas y visitadas son las de San José, ensenada de Mónsul, Playa de los Genoveses, Playa de Las Negras, Cala de San Pedro y El Playazo de Rodalquilar. Además, dentro de la Demarcación Paisajística del Campo de Níjar se recoge el paisaje molinero del barranco de Huebro, con acequias y molinos de agua para aprovechamiento de los escasos recursos hídricos de la zona, y el singular paisaje minero de Rodalquilar.
La altitud del municipio oscila entre los 1350 metros, en el corazón de Sierra Alhamilla, y el nivel del mar en las numerosas playas. El pueblo se alza a 356 metros sobre el nivel del mar.
| Noroeste: Turrillas | Norte: Lucainena de las Torres | Noreste: Carboneras       |
| Oeste: Almería      |                                | Este: Mar Mediterráneo    |
| Suroeste: Almería   | Sur: Mar Mediterráneo          | Sureste: Mar Mediterráneo |

### Clima
El clima de Níjar es mediterráneo subdesértico: cálido, con ausencia de heladas y precipitaciones escasas.

### Flora y fauna
La vegetación de la zona es mediterránea térmica con numerosas plantas, como el palmito (Chamaerops humilis) -única palmera autóctona de Europa, el lentisco, los artos y azufaifos (Ziziphus lotus), prodigio de adaptación al medio. Su clima da lugar a la presencia de especies vegetales xerófitas endémicas
Níjar es un espacio mayoritariamente de matorral. Los reptiles, anfibios y las especies de aves que pueblan el cabo, junto a una pequeña representación de mamíferos vertebrados, completan el panorama animal terrestre del parque natural de Cabo de Gata, donde, a finales del siglo XX se observaron por última vez ejemplares de foca monje.

### Riesgos naturales
El municipio de Níjar cuenta con un PTEL que cumple con la Ley 5/2010 sobre autonomía local.

### Espacios naturales

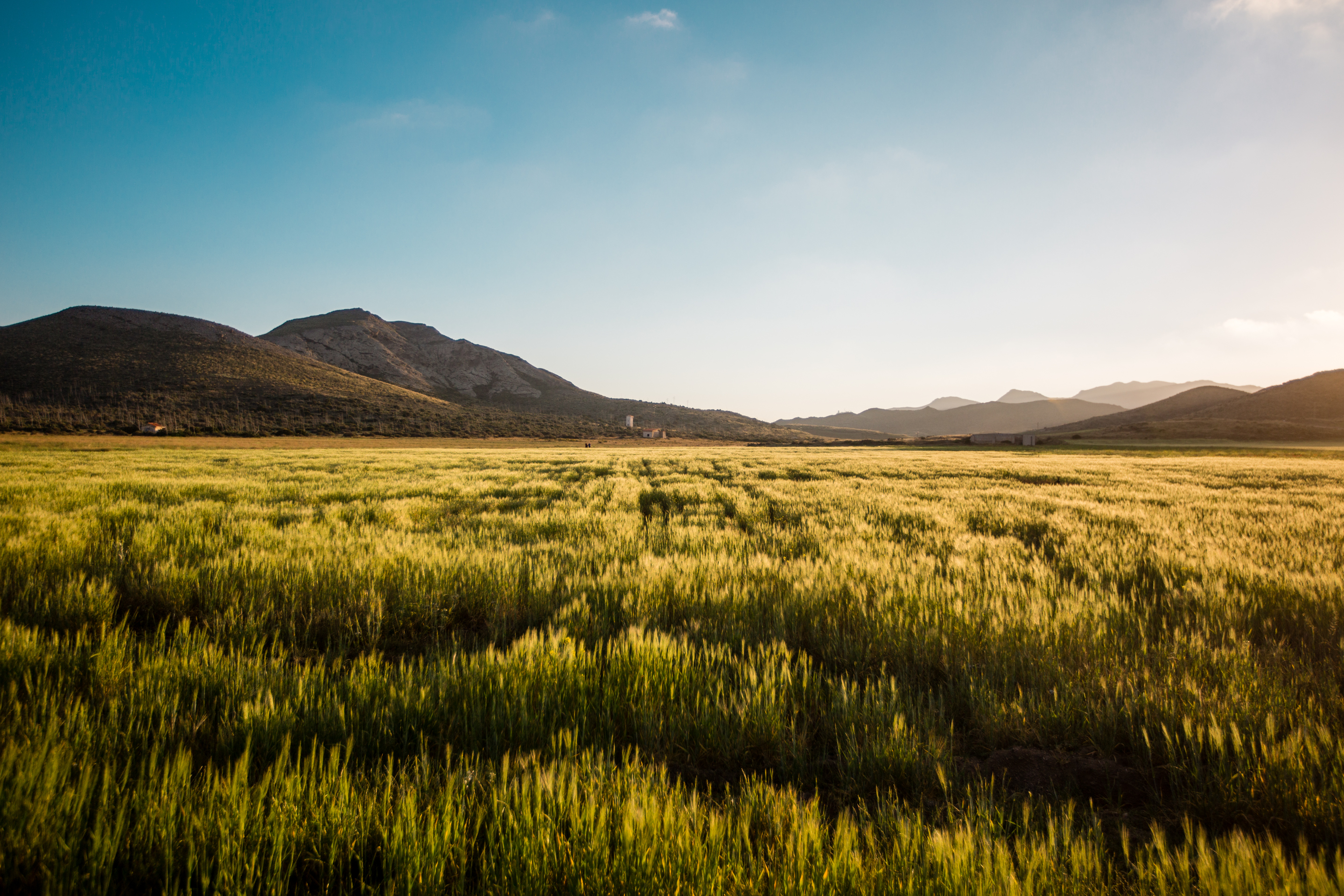
La Serrata

Del parque natural de Cabo de Gata-Níjar, creado en 1987, con una extensión de 37 500 ha terrestres y 12 012 marinas, un 70 % se encuentra en el municipio de Níjar. Además, en 1988 la Unesco lo declaró Geoparque. Dentro del parque se encuentran las siguientes poblacionesː San José, Pozo de los Frailes, Los Escullos, Rodalquilar, Las Hortichuelas, Las Negras, Agua Amarga, La Isleta del Moro, Fernán Pérez y la Boca de los Frailes.Parque natural del Cabo de Gata-Níjar.
En Rodalquilar se encuentra el jardín botánico del Albardinar dedicado a la investigación y conservación de endemismos y plantas amenazadas de la flora almeriense.

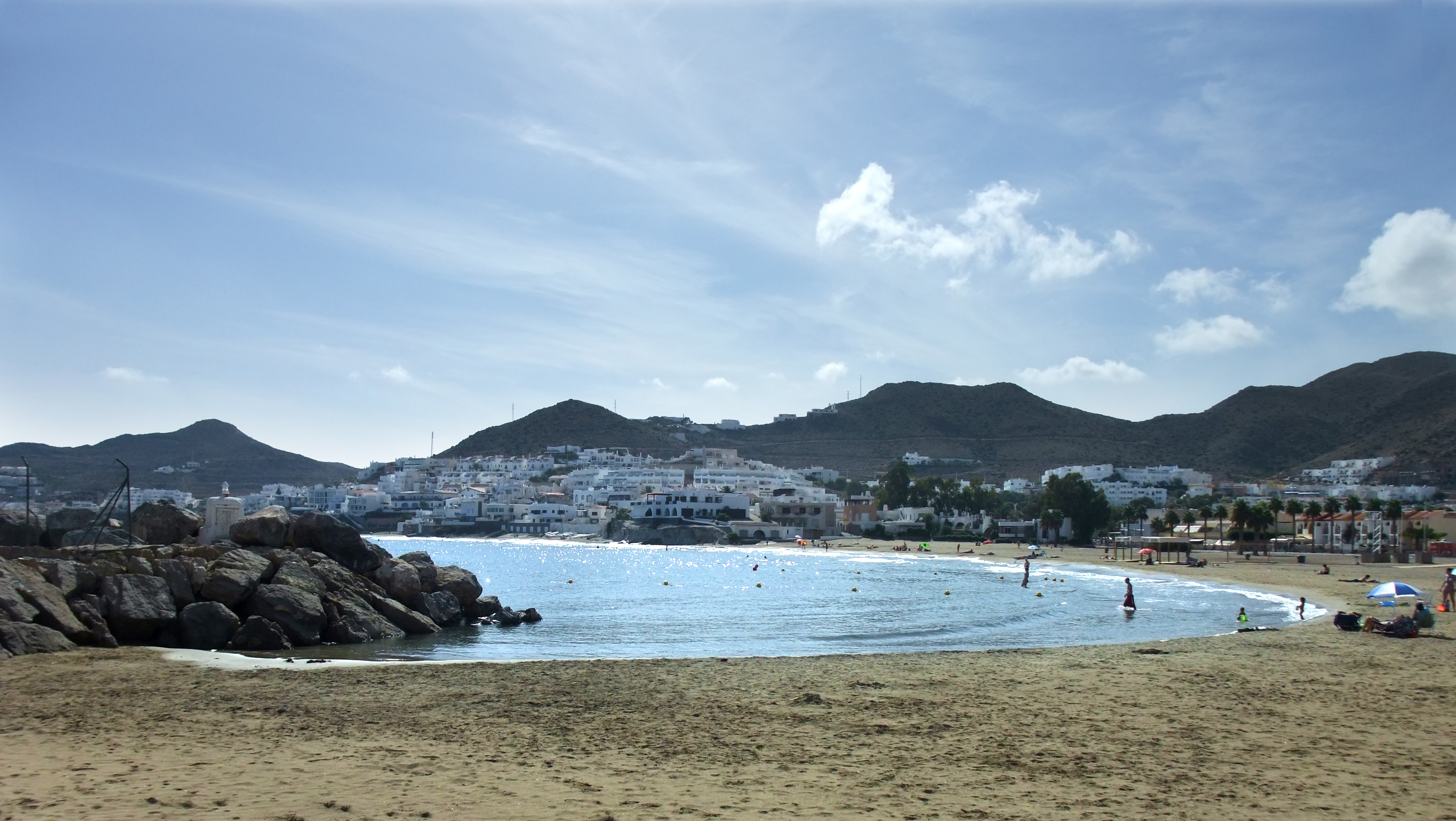
Barriada costera de San José

El municipio cuenta, además, con otras zonas de importancia natural tales como:
- Cerro del Hoyazo: También conocido como Volcán de la Granatilla es un estratovolcán formado hace más de 6 millones de años, situado a 3 km de la Villa de Níjar. El volcán tiene un yacimiento de granates.
- ZEC Rambla de Tabernas, Gérgal y Sur de Sierra Alhamilla: Es una Zona de Especial Conservación que destaca por albergar seis hábitats de carácter prioritario, fundamentalmente por la presencia de vegetación árida y arbustiva semiárida, teniendo endemismos tales como el jopo de lobo.[8]
- ZEC La Serrata: Con 638 hectáreas, esta ZEC se caracteriza por albergar cuatro ecosistemas prioritarios, entre los que destacan las praderas de espartales, espino negro y palmito, además de manchas de azufaifo.[9]

## Historia

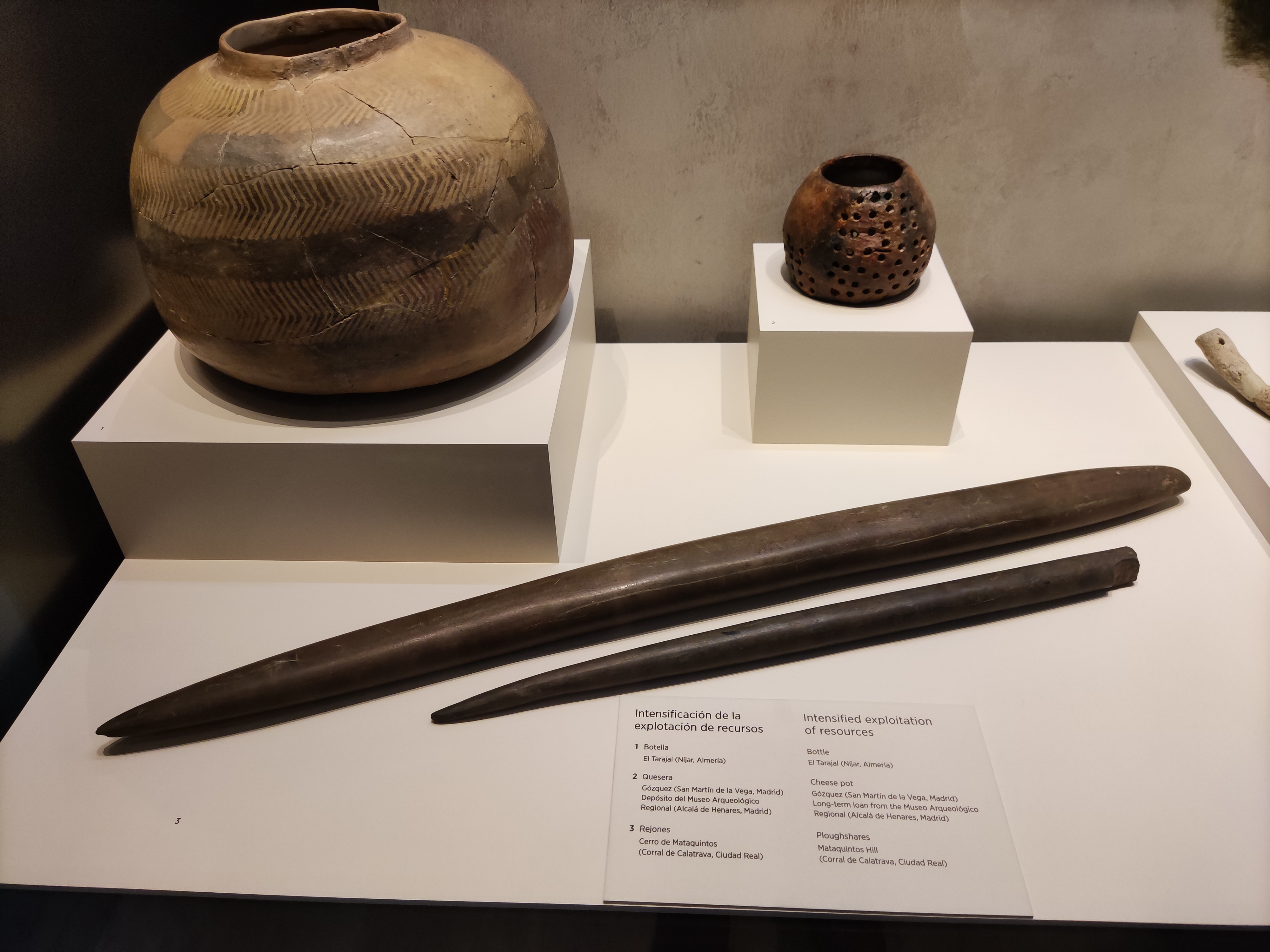
Botella. Calcolítico. Yacimiento arqueológico de El Tarajal (El Barranquete) Museo Arqueológico Nacional

Se tienen indicios de presencia humana en el municipio desde el periodo mesolítico —unos 10 000 años atrás— por las figuras pétreas encontradas en la zona de Los Escullos. Durante el periodo neolítico final, y en la Edad del Cobre, tienen lugar asentamientos colectivos, como los del que podrían encuadrarse dentro de la cultura de Los Millares, así como los de la Edad del Bronce estarían vinculados a la de El Argar. En la pedanía de El Barranquete se encuentra una necrópolis de la Edad de Cobre del poblado calcolítico del Tarajal con 11 enterramientos en tholos excavados similares a los del Los Millares. Destacan también los hallazgos de la ocupación calcolítica del barranco del Huebro. Las primeras investigaciones arqueológicas se inician en el siglo XIX con los trabajos de Luis Siret y documentaciones de Georg Leisner en 1943 en las necrópolis de Las Peñicas, y El Tejar
Debido a la condición de puerto mediterráneo de la zona del Cabo de Gata, los fenicios, en torno a los siglos VIII y VI a. C., también estuvieron presentes en el actual municipio.
En el periodo cartaginés podría haberse construido un templo en honor a una deidad. En la Ora Marítima de Avieno parece hacerse referencia a un templo en honor a Afrodita, que estaría en el cerro de la Testa, en el lugar geográfico del Cabo de Gata.
De la época de la Hispania Romana es posible encontrar restos abundantes, tales como construcciones hidráulicas, restos de calzadas, o enterramientos. En las primeras etapas de la dominación romana, los intereses principales en Níjar las canteras de piedras volcánicas, minas de alumbre, las salinas y la pesca. De esta época datan los hallazgos subacuáticos de la zona así como en los asentamientos que han perdurado a lo largo del tiempo siendo habitados durante diferentes etapas históricas. Durante el imperio bizantino, cuando Bizancio gobernaba desde la próxima ciudad de Carthago Spartaria, la zona sufrió invasiones, algunas desde el norte de África (mauros).
Durante la Edad Media, Níjar queda al margen de las poblaciones y rutas comerciales de mayor importancia de al-Ándalus como Pechina. De esta época datan numerosos aljibes y pozos para el aprovechamiento de la escasa pluviometría o acuíferos superficiales y queda constancia de la producción de esparto. Sin embargo, en el tramo litoral se levantan las primeras torres y fortificaciones de vigilancia y defensivas. En el contexto de la Guerra de Granada en 1489 se toma el vasto territorio de Níjar dentro de una campaña militar y diplomática de los Reyes Católicos junto a Cid Hiaya contra Muley El Zagal (tío de Boabdil) para la toma de Almería, Baza y Guadix.

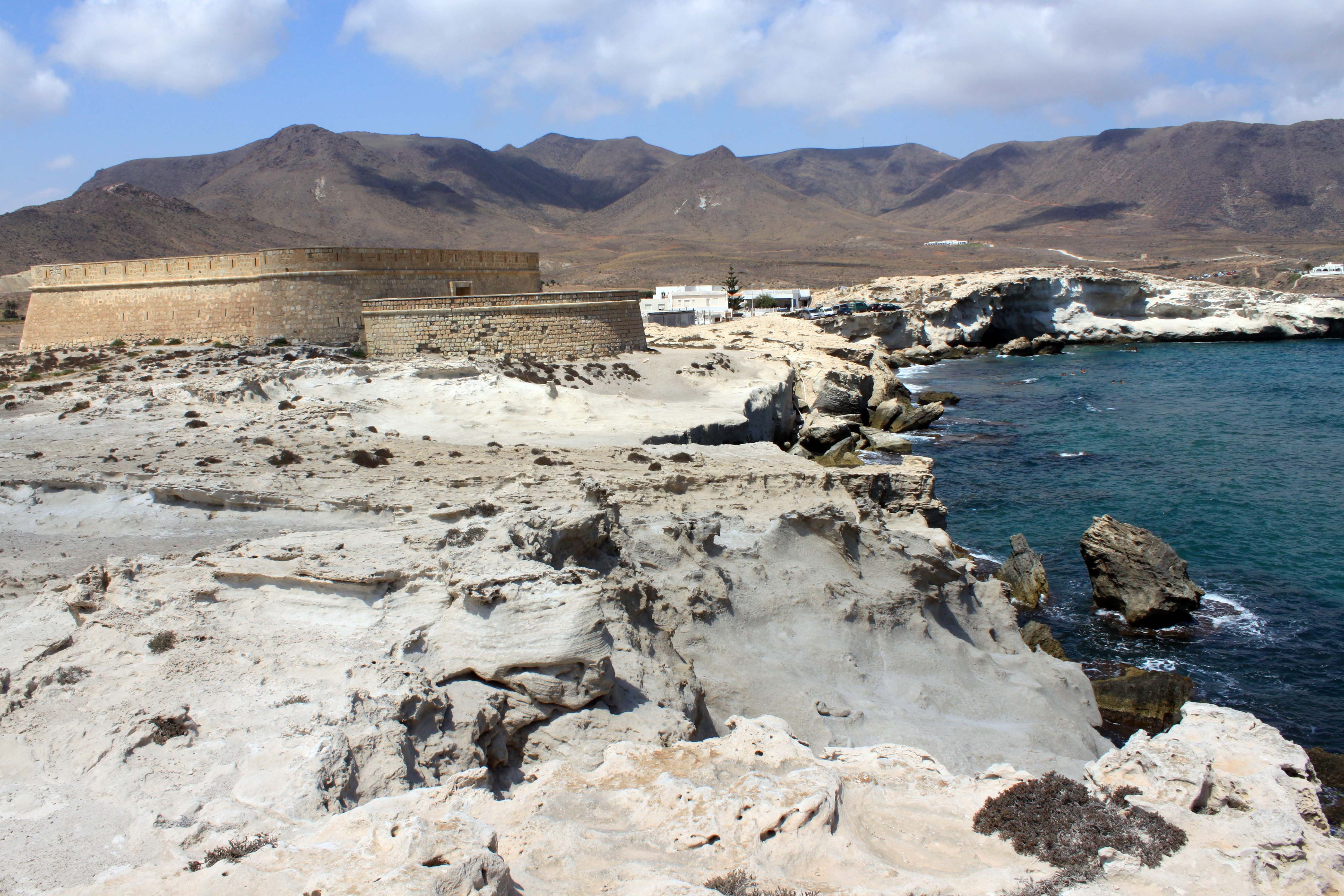
Castillo de San Felipe, Los Escullos

Durante el siglo XVI no se repoblaría el territorio debido a las revueltas y expulsión de los moriscos y la inseguridad para la población que representaban las amenazas de los piratas berberiscos pese al refuerzo de algunas fortificaciones bajo el reinado de Felipe II. De esta época data la explotación de las minas de Rodalquilar de las que se obtenía alumbre para la industria textil. Eran propiedad del Obispado de Almería y para la defensa costera de la explotación -cerrada en 1592- se edificó la Torre de los Alumbres. Los ataques de piratas turcos fueron frecuentes en el siglo XVII y Níjar permanecerá aislado y prácticamente despoblado hasta el siglo XVIII. Con la pérdida de Orán se intensifica la fortificación de la costa de Níjar por ser la más expuesta.
Con el «Reglamento de Defensa de la Costa» promulgada por Carlos III, se levantan castillos y zonas de defensa que permiten el asentamiento de núcleos de población que se dedican principalmente al pastoreo y trashumancia, al cultivo de secano, del esparto y de la barilla para la producción de sosa. En 1658 un terremoto afecta de gravedad al Castillo de San Pedro de Níjar, cuya reparación corre a cargo de Baltasar de Almansa y León, acto que en el siglo VIII daría lugar a la creación del Vizcondado del Castillo de Almansa. Del siglo XVI al XVIII datan diversas Cédulas Reales para la explotación minera en el Obispado de Almería de diversas sustancias minerales pero que no llegaron a tener la importancia previa del alumbre ni la posterior del siglo XIX. A finales del siglo XVIII se crea el Marquesado de Campo Hermoso.
En 1850 se inaugura la Presa de Isabel II, la mayor en su tiempo de todo el sur peninsular. Su uso era el regadío y se cerraba sobre la rambla del Carrizalejo, pero para 1880 está colmatada y queda sin uso.
Es precisamente durante la segunda mitad del siglo XIX cuando se produce primer periodo de esplendor de Níjar por el desarrollo y auge de la minería en la Sierra de Cabo de Gata gracias a los buenos precios del plomo en el mercado internacional y el bajo coste de extracción por el acceso al mineral en filones superficiales. En 1868 las principales minas de plomo y plata de la sierra son Borrico Pesado, La Velasco, Sebastopol, Descuido y Respingo. En 1875 se produce el punto álgido de la minería de Níjar en las minas Santa Bárbara y en las minas de calamina. En la Santa Bárbara se explota un riquísimo filón de carbonato y sulfuro de plomo argentífero que se embarca por San José y se explotará durante décadas. Se construyeron las instalaciones metalúrgicas de Alemanes Nuevos, Rincón de Martos y Santa Bárbara. Las minas Virgen del Rosario, San Felipe y Burra de Balaam eran las de mayor producción de calamima de la provincia de Almería. En 1880 se comienzan a explotar las minas de Rodalquilar para la extracción de galena. En 1883 se descubre oro en la mina de Las Niñas lo que despertó gran interés en los inversores pero se encontraba diseminado el cuarzo, por lo que se exportaba desde las fundiciones de Murcia a Amberes donde sí contaban con la tecnología para su tratamiento. En esta época y durante las décadas siguientes se explotan las minas de Laizquez, María Josefa, Ronda y el Resto, Consulta y Abellán
De 1894 a 1931 funciona el ferrocarril de Lucainena de las Torres a Agua Amarga para la descarga del mineral de hierro.

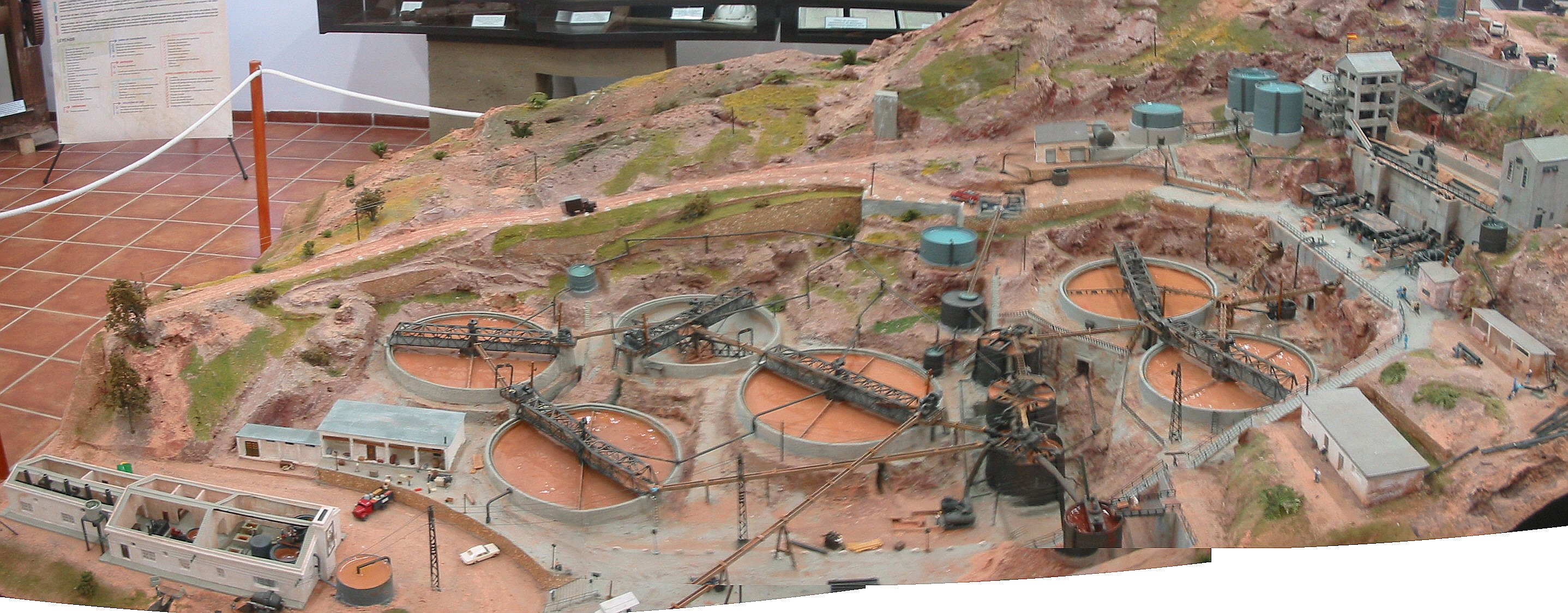
Maqueta de Rodalquilar

En 1931 se logra el éxito de la obtención de oro a pie de mina en las minas de Rodalquilar mediante el método de cianuración del oro. Las diferentes minas serían explotadas por empresas mixtas de capital español e inglés y alemán. Se introduce la electrificación y se opera con martillos neumáticos y se sustituye el transporte a lomos de bestias por el transporte en camión. Se construyeron las plantas de procesamiento Dorr. Tras la Guerra Civil, el Estado nacionaliza las minas y en 1943 las explota mediante el Instituto Nacional de Industria (INI).
El Instituto Nacional de Colonización crea los poblados de colonización de Campohermoso de 88 viviendas y Puebloblanco de 38 viviendas en 1958 y San Isidro de 70 viviendas y Atochares de 41 viviendas en 1959. Siguiendo el mismo tipo de planificación urbanística de todos los proyectos de colonización agraria se levantaron numerosas casas blancas de parcela, la iglesia, la escuela, las casas de maestros y el edificio administrativo. Las viviendas se construyen con tanto espacio para viviendas como para dependencias agrícolas, en dos plantas, con granero y pajar. Estos pueblos eran ejemplares en cuanto a su urbanismo, de trazado racional y buscando la socialización de los colonos. Se aplicaban soluciones arquitectónicas de vanguardia de la época y se diseñaban para la autosuficiencia. Los colonos reciben tierras que destinan a cultivos tradicionales o pastos.
En 1956 se pone en funcionamiento el conjunto de instalaciones de la Planta Denver, inaugurada por Francisco Franco, que procesaron el 70 % del total del oro de las minas de Rodalquilar. La explotación del oro cesa por la caída de precios del mismo en el mercado internacional y el agotamiento de los filones rentables.
Los trabajos del IRYDA en el poblado de colonización de El Parador de las Hortichuelas dan lugar a que a partir de 1961 se implantaran de forma general también en Níjar los enarenados bajo invernadero e innovaciones como el sistema de riego por goteo dando lugar a la actual época de prosperidad de Níjar gracias a la agricultura intensiva. Era la época del milagro económico español (1959-1973).
En 2018 Níjar figura en el INE como el municipio de más de 20 000 habitantes con menor renta per cápita de España, estando con la misma coyuntura que El Ejido, Vícar o Adra. Por una parte tiene población irregular en infraviviendas -según el padrón del INE y por otra parte los grandes agricultores de Níjar y acomodados residentes del parque natural.

## Demografía
Níjar cuenta con una población de 33 076 habitantes (INE 2024).
| Gráfica de evolución demográfica de Níjar entre 1842 y 2021 |
| |
| Población de derecho según los censos de población del INE Población de hecho según los censos de población del INEEn 1860 crece el término del municipio porque incorpora a Huebro En 1877 crece el término del municipio porque incorpora a Turrillas En el censo de 1897 disminuye el término del municipio porque independiza a Turrillas |

| Nacionalidad | Hombres | Mujeres | Total  | %      | Proporción |
| ------------ | ------- | ------- | ------ | ------ | ---------- |
| Española     | 8701    | 8102    | 16 803 | 52.8 % |            |
| Extranjera   | 9119    | 5894    | 15 013 | 47.2 % |            |

| País                 | Hombres | Mujeres | Total  | %       | Proporción |
| -------------------- | ------- | ------- | ------ | ------- | ---------- |
| Marruecos            | 6034    | 4126    | 10 160 | 67.7 %  |            |
| Rumania              | 864     | 860     | 1724   | 11.5 %  |            |
| Senegal              | 346     | 28      | 374    | 2.5 %   |            |
| Ucrania              | 63      | 68      | 131    | 0.8 %   |            |
| Reino Unido          | 56      | 44      | 100    | 0.6 %   |            |
| Italia               | 59      | 29      | 88     | 0.5 %   |            |
| Francia              | 41      | 34      | 75     | 0.4 %   |            |
| Alemania             | 30      | 42      | 72     | 0.4 %   |            |
| Nigeria              | 39      | 30      | 69     | 0.4 %   |            |
| Argentina            | 34      | 28      | 62     | 0.4 %   |            |
| Rusia                | 14      | 46      | 60     | 0.3 %   |            |
| Ecuador              | 20      | 30      | 50     | 0.3 %   |            |
| Argelia              | 32      | 14      | 46     | 0.3 %   |            |
| Bolivia              | 20      | 14      | 34     | 0.2 %   |            |
| Pakistán             | 29      | 5       | 34     | 0.2 %   |            |
| Bulgaria             | 14      | 19      | 33     | 0.2 %   |            |
| Colombia             | 9       | 18      | 27     | 0.1 %   |            |
| China                | 15      | 11      | 26     | 0.1 %   |            |
| Venezuela            | 9       | 12      | 21     | 0.1 %   |            |
| Brasil               | 6       | 11      | 17     | 0.1 %   |            |
| República Dominicana | 3       | 10      | 13     | 0.08 %  |            |
| Perú                 | 1       | 11      | 12     | 0.07 %  |            |
| Polonia              | 3       | 8       | 11     | 0.07 %  |            |
| Chile                | 5       | 5       | 10     | 0.06 %  |            |
| Portugal             | 4       | 4       | 8      | 0.05 %  |            |
| Cuba                 | 2       | 3       | 5      | 0.03 %  |            |
| Uruguay              | 2       | 3       | 5      | 0.03 %  |            |
| Paraguay             | 0       | 1       | 1      | 0.006 % |            |

### Núcleos de población
El municipio se divide en los siguientes núcleos de población, según el nomenclador de población publicado por el INE (Instituto Nacional de Estadística). Los datos de población se refieren a 2014:
| \| Níjar Campohermoso San Isidro Saladar y Leche Puebloblanco San José El Barranquete Los Nietos El Viso Atochares Pujaire Ruescas Pozo de los Frailes Agua Amarga Las Negras Fernan Pérez Venta del Pobre La Isleta del Moro Albaricoques Rodalquilar Hornillo Las Hortichuelas Los Escullos Pozo del Capitán Huebro Presillas Bajas La Fabriquilla \| | Mapa del municipio de Níjar con los principales núcleos de población |
| Níjar Campohermoso San Isidro Saladar y Leche Puebloblanco San José El Barranquete Los Nietos El Viso Atochares Pujaire Ruescas Pozo de los Frailes Agua Amarga Las Negras Fernan Pérez Venta del Pobre La Isleta del Moro Albaricoques Rodalquilar Hornillo Las Hortichuelas Los Escullos Pozo del Capitán Huebro Presillas Bajas La Fabriquilla       |                                                                      |

| Entidad de población | Coordenadas                               | Población 2014 | Distancia |
| -------------------- | ----------------------------------------- | -------------- | --------- |
| Agua Amarga          | 36°56′6″N 1°56′33″O / 36.93500, -1.94250  | 404            | 23,2      |
| Albaricoques         | 36°50′58″N 2°7′19″O / 36.84944, -2.12194  | 252            | 14,8      |
| Atochares            | 36°52′50″N 2°9′37″O / 36.88056, -2.16028  | 581            | 10,2      |
| El Barranquete       | 36°50′14″N 2°11′43″O / 36.83722, -2.19528 | 1030           | 14,4      |
| Campohermoso         | 36°56′9″N 2°7′53″O / 36.93583, -2.13139   | 8871           | 7         |
| Fernán Pérez         | 36°54′44″N 2°3′58″O / 36.91222, -2.06611  | 351            | 13,4      |
| Hornillo             | 36°53′15″N 2°5′5″O / 36.88750, -2.08472   | 160            | 13,5      |
| Las Hortichuelas     | 36°52′28″N 2°1′43″O / 36.87444, -2.02861  | 90             | 16,7      |
| Huebro               | 36°59′12″N 2°13′22″O / 36.98667, -2.22278 | 26             | 4,9       |
| La Isleta del Moro   | 36°48′50″N 2°3′5″O / 36.81389, -2.05139   | 218            | 21,5      |
| El Nazareno          | 36°57′45″N 2°12′18″O / 36.96250, -2.20500 | 144            | 0,7       |
| Las Negras           | 36°52′48″N 2°0′16″O / 36.88000, -2.00444  | 339            | 19,9      |
| Los Nietos           | 36°53′6″N 2°11′0″O / 36.88500, -2.18333   | 824            | 9,2       |
| Níjar                | 36°57′56″N 2°12′23″O / 36.96556, -2.20639 | 2884           | 0         |
| Pozo de los Frailes  | 36°47′20″N 2°6′32″O / 36.78889, -2.10889  | 496            | 21,4      |
| Puebloblanco         | 36°54′42″N 2°7′54″O / 36.91167, -2.13167  | 1235           | 8,6       |
| Pujaire              | 36°47′35″N 2°13′52″O / 36.79306, -2.23111 | 510            | 19,5      |
| Rodalquilar          | 36°50′52″N 2°2′37″O / 36.84778, -2.04361  | 171            | 19,2      |
| Ruescas              | 36°48′54″N 2°13′35″O / 36.81500, -2.22639 | 473            | 17        |
| Saladar y Leche      | 36°57′42″N 2°5′42″O / 36.96167, -2.09500  | 1126           | 9,3       |
| San Isidro           | 36°53′59″N 2°10′00″O / 36.89972, -2.16667 | 6765           | 8         |
| San José             | 36°45′28″N 2°6′34″O / 36.75778, -2.10944  | 918            | 24,6      |
| Tristanes            | 36°58′0″N 2°7′59″O / 36.96667, -2.13306   | 0              | 5,9       |
| Venta del Pobre      | 36°59′32″N 2°4′8″O / 36.99222, -2.06889   | 197            | 12        |
| El Viso              | 36°52′47″N 2°12′14″O / 36.87972, -2.20389 | 562            | 9,7       |
| Total                | Total                                     | 33 076         | 33 076    |

Cabe destacar que, además de los núcleos de población formales, están contabilizados más de 70 poblados chabolistas.

## Economía

### Agricultura

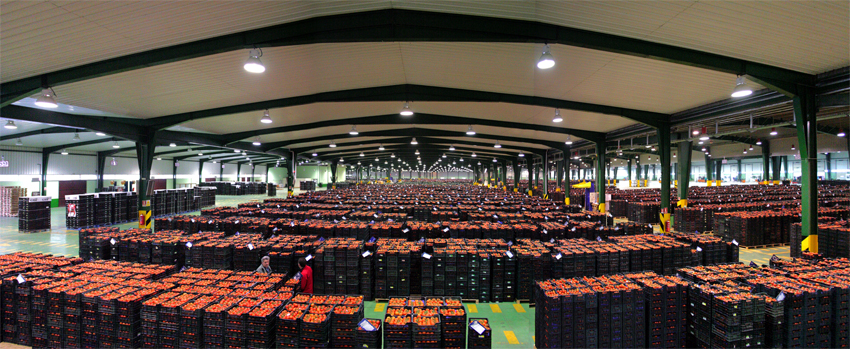
Nave principal de la cooperativa CASI en Almería

La agricultura es el sector que mayor riqueza y empleo genera. Es la segundo municipio de mayor producción hortofrutícola bajo invernadero de Europa, por detrás únicamente de El Ejido. En 2016 las 1800 explotaciones censadas en Níjar producían 584 800 toneladas valoradas en más de 331 millones de euros.
Desde 2004 se celebra la feria sectorial ExpoLevante Níjar en el Palacio de Congresos de Campohermoso. Esta feria permite la divulgación de la tecnología y maquinaria agrícola que permite mejorar la eficiencia de los cultivos y los últimos avances de la comercialización hortofrutícola.
En 2017 se contabilizaban 5042 ha de cultivos intensivos y 1800 de ecológicos, siendo Níjar pionero en este tipo de cultivos. Los cultivos principales son el tomate (2870 ha) destacando el Tomate de La Cañada-Níjar con denominación de origen, calabacín (1626 ha), pepino (438 ha), pimiento (397 ha), berenjena (171 ha), sandía (2209 ha) y melón (216 ha). En cultivo al aire libre destaca la lechuga (195 ha), olivar (122ha) y almendro (95 ha).
La producción Níjar tiene que tratar con los problemas del agua y el estado de los acuíferos. Desde las comunidades de regantes y usuarios se pide más producción en la desaladora de Carboneras o rehabilitar la desaladora de rambla Morales de Níjar. En 2018 se han acometido mejoras en los caminos rurales más transitados, se ha propuesto la creación de un punto de acopio de plástico para su tratamiento y se ha avanzado en el tratamiento de aguas residuales de la agricultura.
Las grandes generadoras de negocio en el sector hortofrutícola son CASI, Coprohnijar, SAT Costa de Níjar, BioSabor, Balcón de Níjar, y las instalaciones en Níjar de Grupo Femago, Agrupaejido, Vicasol, Agroponiente y Grupo J.Carrión.

### Turismo

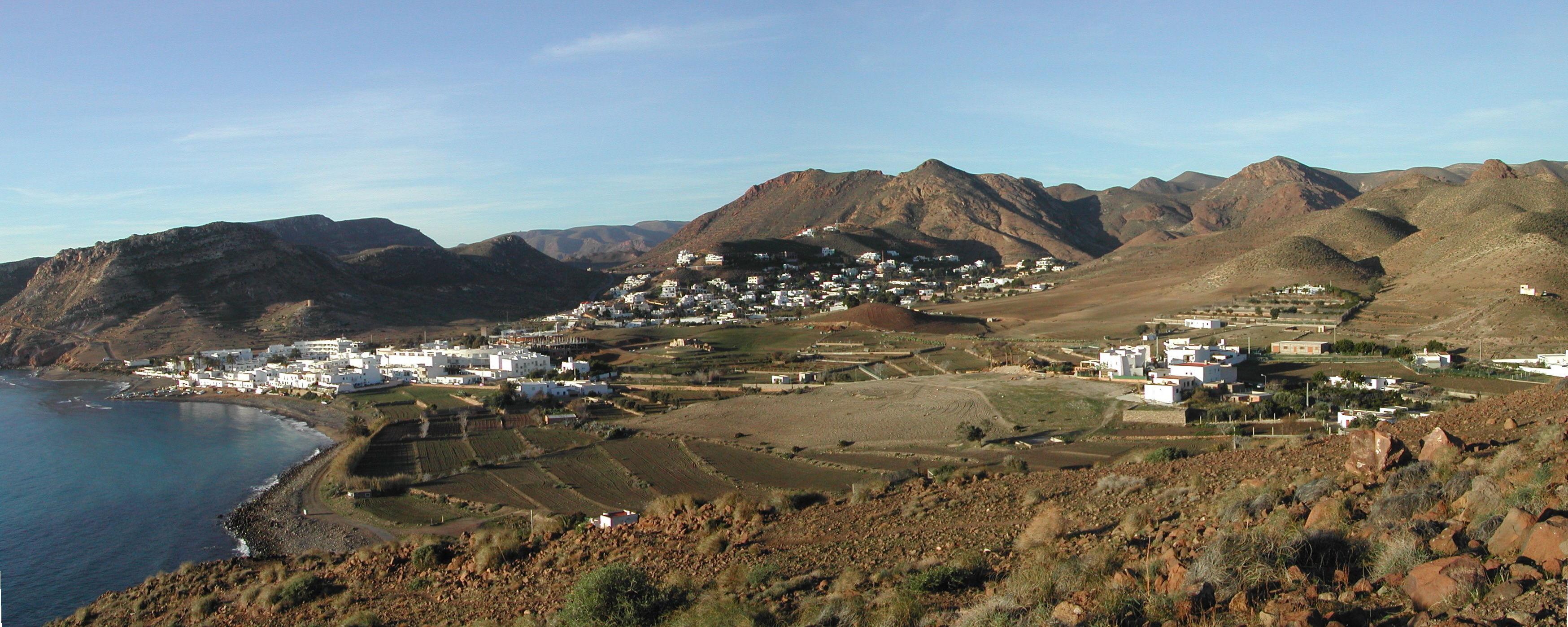
Barriada costera de Las Negras

El turismo es una importante fuente de ingresos gracias a los núcleos integrados dentro del parque natural de Cabo de Gata, principalmente San José y también Las Negras, Los Escullos, La Isleta del Moro, Agua Amarga y Rodalquilar. El turismo de naturaleza y deporte activo se complementa con el turismo industrial relacionado con el pasado minero de Níjar en los siglos XIX y XX, sobre todo el Rodalquilar. El turismo de Níjar dispone de establecimientos hoteleros diversos como hoteles-boutique, alojamientos rurales, hostales y camping. En 2016 se registró en torno a 76 000 viajeros y 208 000 pernoctaciones. Y en verano de 2019, según el INE, la ocupación hotelera en Níjar fue de más del 80 por ciento.

### Otros sectores productivos
Es importante la industria auxiliar relacionada con la agricultura como la logística y la producción de plástico. También la ganadería y la pesca tienen importancia relativa, así como la producción de artesanías textiles de jarapas.

### Evolución de la deuda viva municipal
El concepto de deuda viva contempla sólo las deudas con cajas y bancos relativas a créditos financieros, valores de renta fija y préstamos o créditos transferidos a terceros, excluyéndose, por tanto, la deuda comercial.
| Gráfica de evolución de la deuda viva del Ayuntamiento entre 2008 y 2024                         |
|                                                                                                  |
| Deuda viva del Ayuntamiento de Níjar, en miles de euros, según datos del Ministerio de Hacienda. |

## Símbolos

### Escudo
El escudo de armas de Níjar tiene el siguiente blasón:

De azur, la torre, de plata, acompañada de dos vasijas de oro. Al timbre, corona real abierta.

## Administración y política
La administración política se realiza a través de un ayuntamiento de gestión democrática cuyos componentes se eligen cada cuatro años por sufragio universal desde las primeras elecciones municipales tras la reinstauración de la democracia en España, en 1979. El censo electoral está compuesto por los residentes mayores de 18 años empadronados en el municipio, ya sean de nacionalidad española o de cualquier país miembro de la Unión Europea. Según lo dispuesto en la Ley Orgánica del Régimen Electoral General, que establece el número de concejales elegibles en función de la población del municipio, la corporación municipal está formada por 21 concejales. La sede del Ayuntamiento de Níjar está en la villa de Níjar y cuenta con dos oficinas municipales para gestiones en las barriadas de San Isidro y Campohermoso.
| Periodo   | Nombre                         | Partido | Partido                                  |
| --------- | ------------------------------ | ------- | ---------------------------------------- |
| 1979-2003 | Joaquín García Fernández       |         | Partido Socialista Obrero Español (PSOE) |
| 2003-2004 | Antonio Jesús Rodríguez Segura |         | Partido Popular (PP)                     |
| 2004-2007 | Joaquín García Fernández       |         | Partido Socialista Obrero Español (PSOE) |
| 2007-2015 | Antonio Jesús Rodríguez Segura |         | Partido Popular (PP)                     |
| 2015-2023 | Esperanza Pérez Felices        |         | Partido Socialista Obrero Español (PSOE) |
| 2023-act. | José Francisco Garrido Requena |         | Partido Popular (PP)                     |

| Partido político                                         | 2023  | 2023  | 2023       | 2019  | 2019  | 2019       | 2015  | 2015  | 2015       | 2011  | 2011  | 2011       | 2007  | 2007  | 2007       |
| Partido político                                         | %     | Votos | Concejales | %     | Votos | Concejales | %     | Votos | Concejales | %     | Votos | Concejales | %     | Votos | Concejales |
| Partido Socialista Obrero Español (PSOE)                 | 44,36 | 3980  | 10         | 48,43 | 4405  | 11         | 40,14 | 3633  | 10         | 33,75 | 3230  | 7          | 37,76 | 3591  | 8          |
| Partido Popular (PP)                                     | 40,67 | 3649  | 10         | 27,20 | 2474  | 6          | 43,60 | 3946  | 10         | 49,15 | 4704  | 11         | 46,41 | 4414  | 11         |
| Vox                                                      | 7,20  | 646   | 1          | 13,71 | 1247  | 3          | —     | —     | —          | —     | —     | —          | —     | —     | —          |
| Con Andalucía-Adelante-Izquierda Unida (IU)              | 3,99  | 358   | 0          | 622   | 6,83  | 1          | 7,94  | 719   | 1          | 5,52  | 528   | 1          | 1,52  | 145   | 0          |
| Partido Andalucista (PA)-Espacio Plural Andaluz (EP-And) | —     | —     | —          | —     | —     | —          | 4,11  | 372   | 0          | 10,47 | 1002  | 2          | 8,80  | 837   | 2          |

## Servicios

### Sanidad
En 2016 hay cesados un centro de salud y 16 consultorios médicos. El hospital más cercano es el Hospital de Alta Resolución El Toyo.

### Educación
Censados en 2018 hay siete centros de educación infantil y primaria siendo dos de ellos bilingües, ocho de educación infantil, uno de educación primaria tres institutos siendo uno de ellos de bachillerato y formación profesional, el centro de educación de adultos Federico García Lorca, una escuela municipal de música y cuatro bibliotecas públicas.

### Seguridad ciudadana
Este municipio cuenta actualmente con cuatro cuerpos de seguridad: policía local, Guardia Civil, Protección Civil y grupo DELTA. Este último fue creado por el consistorio local para la vigilancia de las explotaciones agrícolas, ganaderas y poblaciones costeras del municipio en época estival. La estrategia de seguridad ciudadana en eventos de masas, como por ejemplo las ferias y fiestas de las distintas barriadas del municipio, es planificada entre las distintas entidades que la componen.

### Transporte

#### Red viaria
La Autovía del Mediterráneo A-7 recorre el municipio por su parte norte de este a oeste, en dirección a Almería y a Murcia. Otras vías importantes son la AL-3111 comunica San Isidro con Campohermoso y la AL-3108 a San José. Debido a la importante extensión del municipio y la presencia de núcleos diseminados hay una amplia red de carreteras provinciales y vías sin asfaltar.

#### Puertos
- Puerto deportivo de San José
- Refugio Pesquero de La Isleta del Moro

#### Autobuses
El ayuntamiento gestiona el transporte urbano comarcal de Níjar. Destaca el servicio estival a playa de los Genoveses y Playa de Mónsul desde San José.
Dispone de líneas de autobuses del Consorcio de Transportes de Almería.

#### Taxis
Cuenta con servicio de taxis desde los núcleos urbanos de Campohermoso, San Isidro, Las Negras y La Isleta del Moro.

### Área Logística de Almería-Níjar
En 2016 se ha declarado de interés autonómico el proyecto de actuación del Área Logística de Almería en su sector de Níjar de 174 ha, también conocido como Puerto Seco. Es un proyecto de iniciativa público privada que comprende un parque logístico con zona de servicios y un parque empresarial. Se prevé también la parada del futuro tren de Alta Velocidad Española (Futuro Ave-Almería-Murcia).

## Cultura

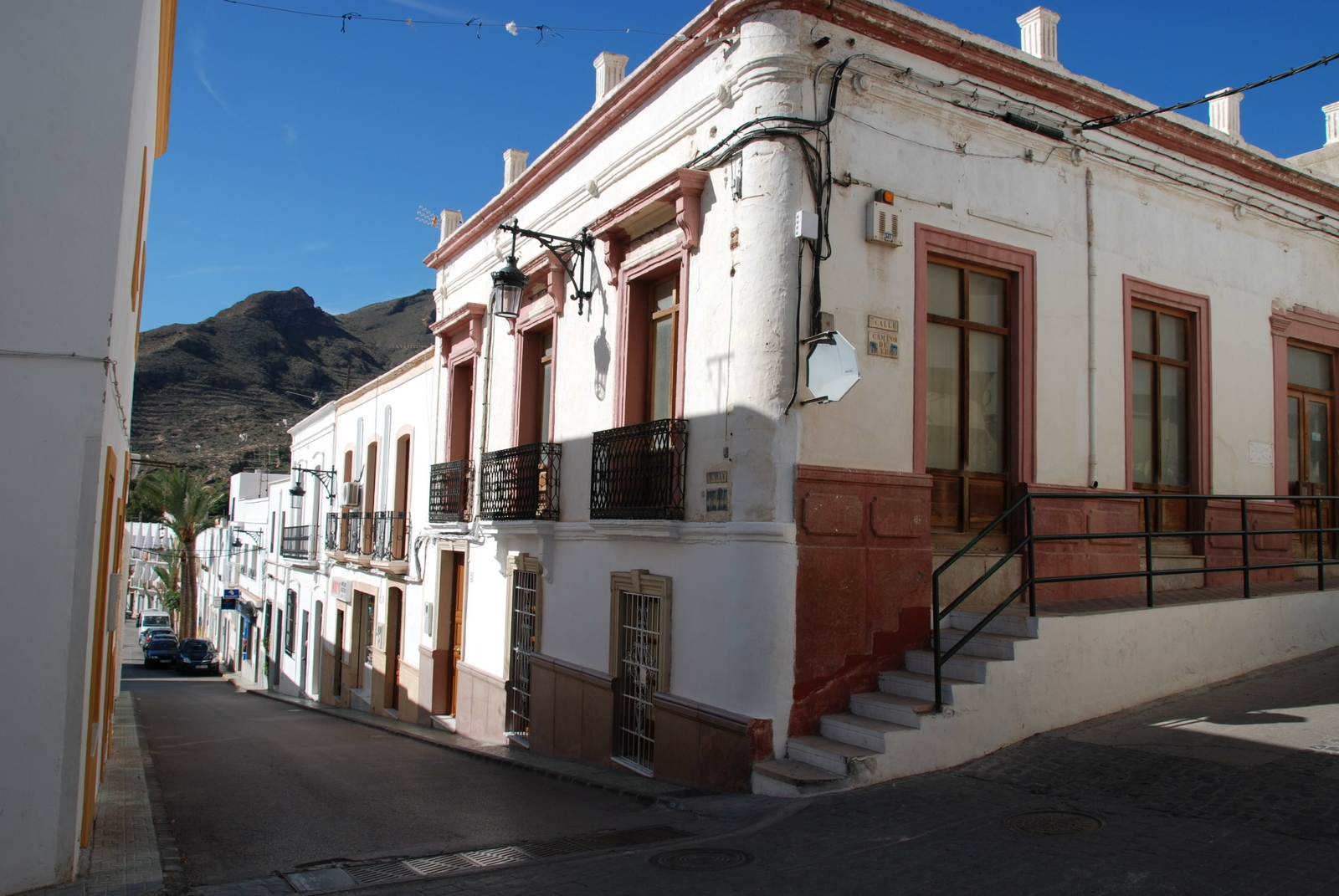
Casco histórico de Níjar

Desde 2019 la Villa de Níjar pasó a formar parte de los pueblos más bonitos de España y Los Pueblos Mágicos de España. Fundada en el siglo XIII, destacan las calles de influencia árabe; empinadas, estrechas y encaladas, muchas de ellas decoradas con coloridas macetas en puertas y fachadas. Uno de sus elementos más llamativos en el pasadizo del Portillo, una puerta del antiguo recinto amurallado. Destacan el barrio de los Alfareros, el barrio de la Atalaya y la plaza del Mercado, escenario de los antiguos trueques. En la plaza de la Glorieta se encuentran el Ayuntamiento y la iglesia mudéjar de Nuestra Señora de la Encarnación de Níjar.

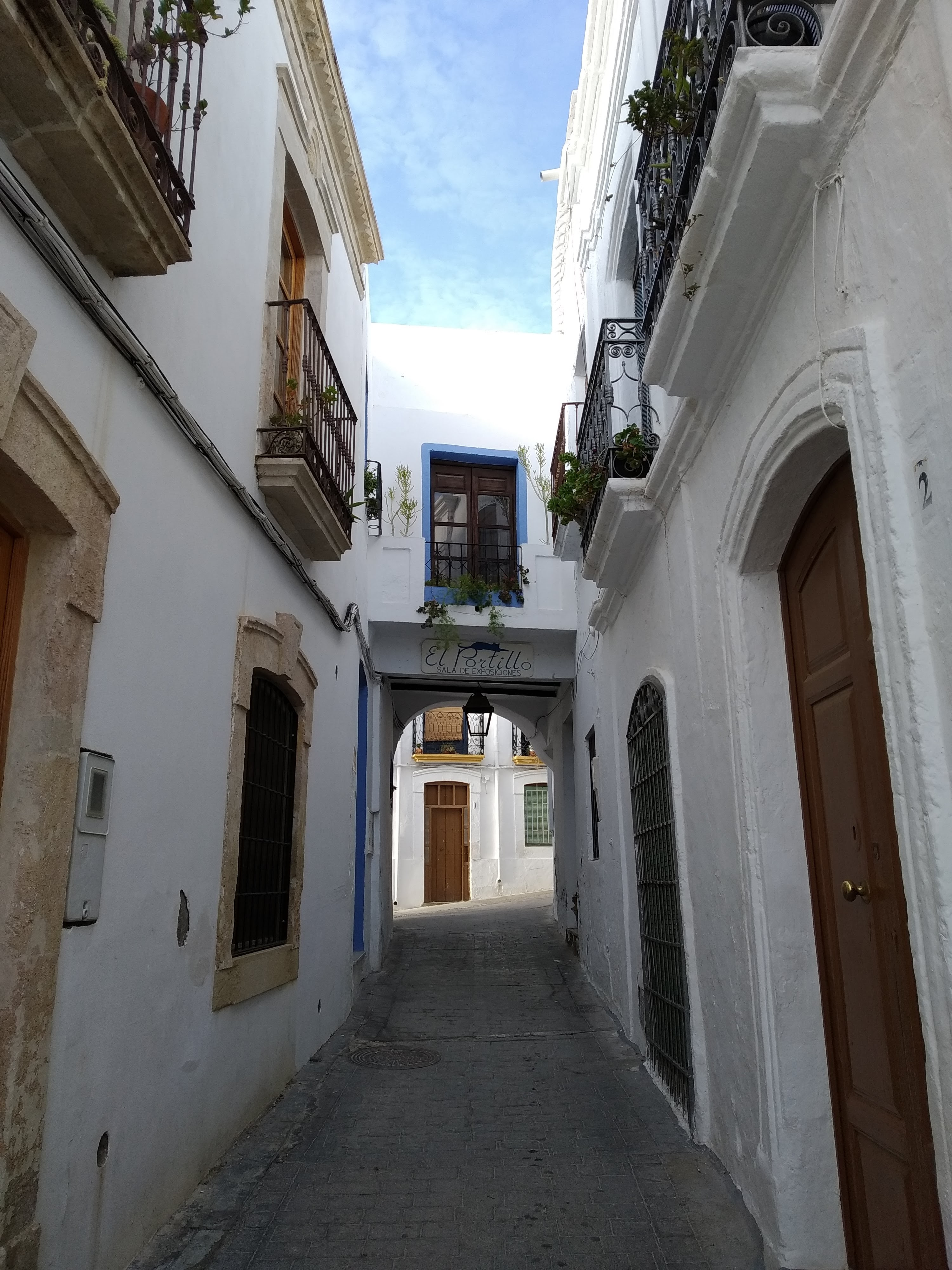
El Portillo

Cerca de Níjar se encuentra Huebro, un caserío de casas encaladas, su iglesia de 1690 tiene elementos mudéjares.
Níjar es el municipio con más Bienes de Interés Cultural declarados en la provincia, con más de 200 siendo su mayoría aljibes, norias y cortijos. Entre ellos destacan ː
- Aljibe Bermejo en Campohermoso
- Castillo del Huebro, Castillo de la Batería, Castillo de San Felipe en los Escullos, Castillo de San José, Castillo de San Pedro, Castillo de San Ramón en Rodalquilar y Castillo del Peñón de Inox.
- Noria del Pozo de los Frailes.
- Aljibes de Cortijo del Fraile.
- Torre de Calahiguera, Torre de Los Lobos, Torre de San Pedro y la Torre de la Vela Blanca, dentro del conjunto de torres de vigilancia costera mediterráneas.

Destaca además la zona arqueológica de la necrópolis de El Barranquete. Tiene otros yacimientos como el asentamiento de La Matanza de Inox. Están catalogados numerosos aljibes y pozos que datan de la Edad Media para el aprovechamiento de las aguas superficiales y la escasa pluviometría.
Destaca el patrimonio geológico y minero, así como las instalaciones metalúrgicas y de logística de las explotaciones mineras de finales del siglo XIX de la sierra de Cabo de Gata como las minas de Rodalquilar. De la obra civil del siglo XIX es de interés el Embalse de Isabel II inaugurado en 1850 por la Isabel II, publicado en algunos artículos.
Son singulares los trazados originales de los poblados de colonización de San Isidro, Atochares, Campohemoso y Puebloblanco, destacando el juego volumétrico de las fachadas de las casas o su aire popular, ejemplos de la arquitectura moderna y racionalista de la época. Destaca la iglesia de Atochares, la mejor conservada de Almería y una de las pocas de España que conserva sus elementos originales como la Inmaculada de Eduardo Carretero, el edificio del ayuntamiento de Puebloblanco, las esbeltas torres de las iglesias de Campohermoso y San Isidro, Son obras de los arquitectos Agustín Delgado de Robles, José García Nieto Gascón y José Luis Fernández del Amo.

### Equipamiento cultural

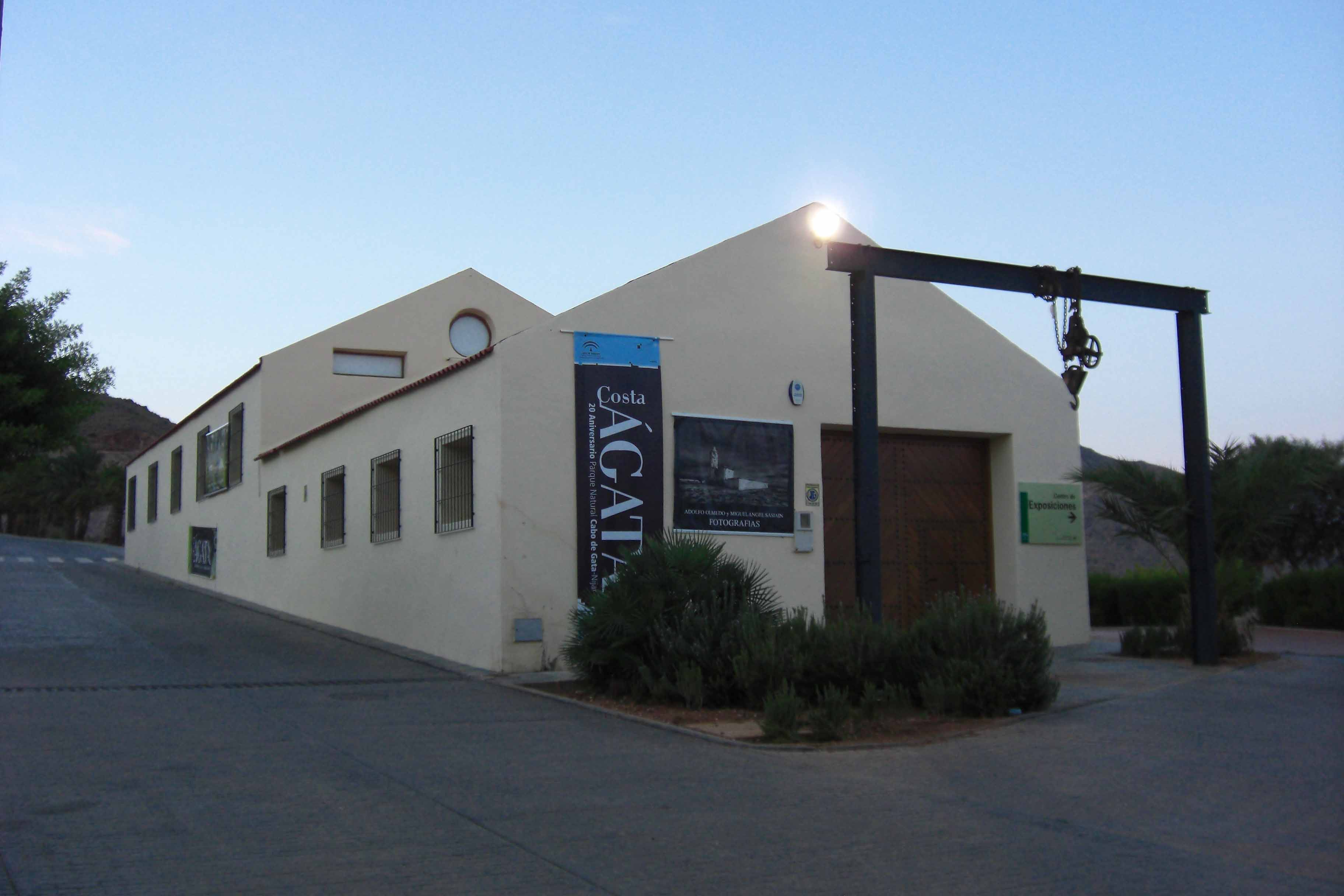
Sala de exposiciones

- Palacio de Congresos y Exposiciones en Campohermoso.
- Centro cultural de San Isidro.
- Centro de Artes Escénicas en la Villa de Níjar.
- Anfiteatro de Rodalquilar.
- Eras cinematográficas de los Albaricoques.
- Museo del agua en la Villa de Níjar
- Centro de usos múltiples de San José.

### Cine
La Comarca de Níjar es una gran referencia en la Provincia de Almería en cuanto a rodajes cinematográficos, la mayoría de ellos en el parque natural del Cabo de Gata-Níjar en lugares como: playa de Monsul, playa de los Genoveses, Albaricoques o Rodalquilar en escenas de películas muy conocidas a nivel internacional como por ejemplo Indiana Jones y la última cruzada, El bueno, el feo y el malo, La muerte tenía un precio, Los Dalton, The Limits of Control, Exodus: Dioses y reyes, etc. Además de otras escenas de películas españolas como: El Niño, Hable con ella, Vivir es fácil con los ojos cerrados. Además de spots publicitarios, videoclips musicales, cortometrajes y series como Los Hombres de Paco en 2004 y Mar de Plástico en 2015.

### Patrimonio cultural inmaterial

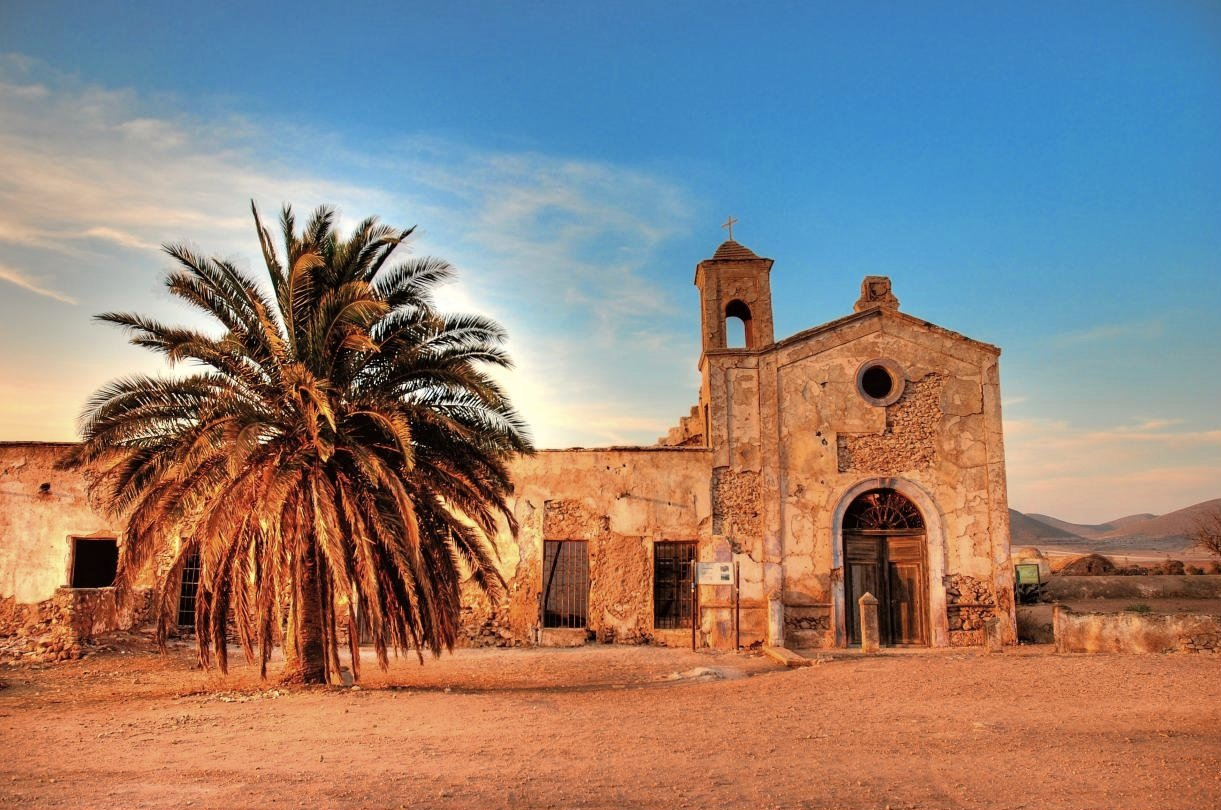
Cortijo del Fraile

El 22 de julio de 1928 en el Cortijo del Fraile tuvieron lugar los sucesos que dieron lugar a la célebre Bodas de Sangre de Federico García Lorca. En el año 2010 quedó declarado Bien de Interés Cultural con la tipología de Sitio Histórico. Estos sucesos también inspiraron Puñal de Claveles de Carmen de Burgos y Juan Goytisolo escribió en 1954 el relato de viajes Campos de Níjar.
Níjar es el municipio más artesano de la provincia, con una docena de talleres, entre los que destaca la artesanía de la tejeduría y la alfarería tradicional almeriense siendo famosas sus jarapas.
Aquí se da un rasgo particular de las diferentes identidades fónicas del Sureste peninsular, la "Almería de la e", consistente en la palatización de los segmentos nominales de la -a final de los segmentos castellanos -as (pero también -al y -ar) descrito por Dámaso Alonso. Además de en Níjar, también es propio de Alboloduy y Tabernas, siendo su expresión más costumbrista "papes frites" por papas fritas.

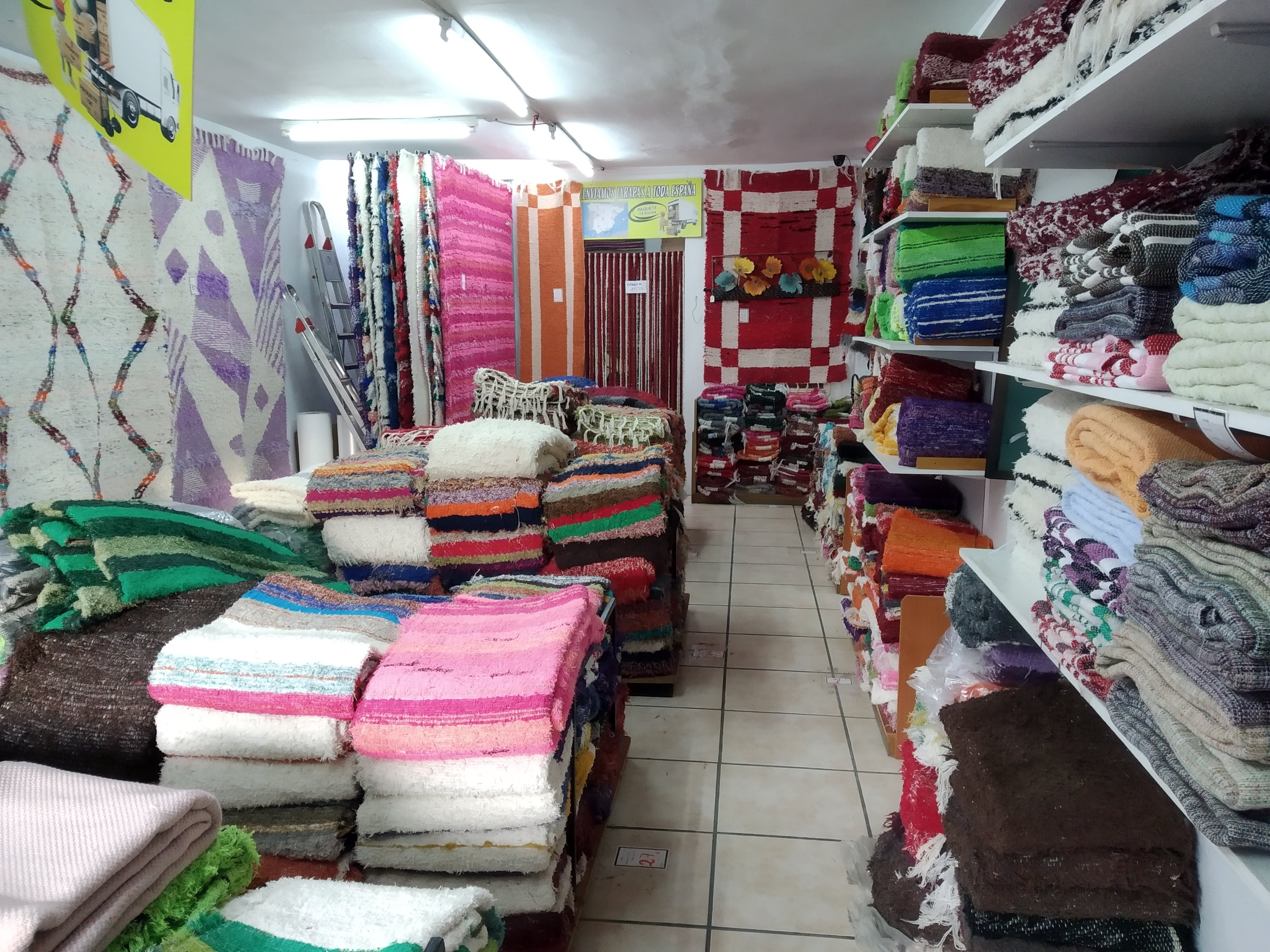
Jarapas

### Gastronomía
En Níjar se pueden encontrar las tapas típicas de Almería como jamón, caracoles en salsa, ensaladillas, carne con tomate o calamares a la plancha, entre otras. Algunos platos típicos de su gastronomía son las gachas, las migas y las morcillas propias.

### Patrimonio cultural inmaterial
- San Sebastián el 20 de enero con procesión en la Villa de Níjar.
- San Isidro Labrador el 15 de mayo con procesión en la barriada de San Isidro.
- Carnaval de San José.
- Los Chisperos el 16 de enero.
- Desembarco Pirata de San José. Se celebra desde 2011 en marzo, y es una representación histórica de un desembarco pirata, de los que ocurrían con frecuencia en el Siglo XVIII en esta parte de la costa. En el teatro, actúan centenares de personas, recreando unos los piratas y otros los que defienden la villa de la incursión.[67][68]

### Semana Santa
- Procesión en la villa de Níjar por la tarde del Domingo de Ramos con Jesús de Nazaret con costaleros juveniles.
- Procesión en la villa de Níjar del Jueves Santo con Jesús Nazareno y la Virgen de los Dolores.
- Procesión en la villa de Níjar del Viernes Santo con la Soledad de María.
- Procesión en la villa de Níjar por la noche de la Soledad de María y Santo Entierro en Viernes Santo y el encuentro en Sábado Santo.
- Vía crucis de San Isidro, Campohermoso y Huebro.
- Procesión del encuentro en Fernán Pérez.

### Ferias y fiestas
El ayuntamiento de este municipio toma parte de organización en las más de veinticinco fiestas y ferias que se celebran en casi todas las barriadas. El calendario comienza a finales de mayo con la barriada de Fernán Pérez y finaliza la primera semana de octubre en Huebro, por mayor número de población destacan las fiestas y ferias de: San Isidro (primera semana julio), Campohermoso (primera semana de agosto), San José (segunda semana de agosto), Las Negras (tercera semana de agosto y Níjar (tercera semana de septiembre). Se suelen realizar en honor al patrón de cada barriada.

### Deporte
- En fútbol, el equipo que consiguió la categoría más alta es la UD San Isidro que jugaba como local en el antiguo "colonizacion" y el Club Deportivo Comarca de Níjar en 3.ª división, este jugaba como local en el estadio municipal Comarca de Níjar. En el año 2011 fue campeón de grupo y consiguió clasificarse para la Copa del Rey de Fútbol.

Actualmente el municipio cuenta con 3 clubes: El CD Comarca de Níjar FSF que cuenta con categoría prebenjamín hasta cadete tanto en futbol como en futbol sala en la que en esta cuenta con sección femenina y equipo sénior, el CUD Comarca de Níjar y el Atco. Bellavista de atochares, que ambos cuentan con categoría juvenil y sénior masculino, donde compiten en 1° Andaluza en el estadio municipal Comarca de Níjar y en el campo de fútbol Manuel López López respectivamente.
También el municipio contó con equipos como el CB Campohermoso, el CF Venta del pobre o el CD San Isidro que compitieron en categorías regionales.
Gracias a sus 63 kilómetros de costa y al parque natural de Cabo de Gata dispone de más de 50 rutas guiadas donde se pueden practicar deportes como senderismo, buceo, windsurf, piragüismo, o bicicleta.